# Lug ins Land (Marloffstein)
Lug ins Land (fränkisch: Luchinsland) ist eine Wüstung auf dem Gemeindegebiet von Marloffstein im Landkreis Erlangen-Höchstadt (Mittelfranken, Bayern).

## Lage
Die ehemalige Einöde lag auf der Marloffsteiner Höhe (365 m ü. NHN) etwa 0,5 km nordwestlich von Marloffstein. Heute befindet sich an ihrer Stelle eine ehemalige Tongrube, die als Geotop ausgezeichnet ist. An den Ort erinnert die Straße Lug ins Land.

## Geschichte
Der Ort wurde in einem Karteneintrag von 1854 als „Lug in’s Land“ erstmals erwähnt. Luginsland war eine gebräuchliche Bezeichnung für einen Ort, von dem man nach allen Seiten einen weiten Ausblick ins Land hatte. Der Erlanger Fabrikbesitzer Karl von Loewenich hatte mehrere Tagewerk Land von der Steuergemeinde Marloffstein angekauft, um dort einen Landsitz mit Park zu errichten. Im Jahr 1865 wurde die Namensbezeichnung Lug ins Land offiziell genehmigt. Im Jahr 1964 musste Lug ins Land wegen der Erweiterung der Tongrube weichen. Das einzige bewohnte Anwesen wurde einige Jahre später abgebrochen. Im Jahr 1982 galt der Ort Lug ins Land als erloschen.

### Einwohnerentwicklung
| Jahr      | 001861 | 001871 | 001885 | 001900 | 001925 | 001950 | 001961 | 001970 |
| Einwohner | *      | 0      | 0      | 0      | 3      | 7      | 6      | 2      |
| Häuser    |        |        | 1      | 1      | 1      | 1      | 1      |        |
| Quelle    | [ 6 ]  | [ 7 ]  | [ 8 ]  | [ 9 ]  | [ 10 ] | [ 11 ] | [ 12 ] | [ 13 ] |

### Religion
Die Katholiken waren nach St. Peter und Paul (Langensendelbach) gepfarrt, die Lutheraner nach St. Matthäus (Uttenreuth).

## Weblink
- Lug ins Land in der Ortsdatenbank des bavarikon, abgerufen am 20. August 2021.